# La France républicaine

La France républicaine était un des nombreux quotidiens basés à Lyon au XIXe siècle.

## Historique
Il a été fondé par Eugène Véron, jusque-là rédacteur en chef du quotidien Le Progrès de Lyon, qui sous sa direction avait manifesté un regain de vigueur pour porter son tirage à 12 000 exemplaires en 1871. La France républicaine est ensuite stoppé en 1873 sur ordre du gouvernement.